# Eodorcadion oryx
Eodorcadion oryx es una especie de escarabajo longicornio perteneciente al género Eodorcadion, categorizada en la tribu Dorcadionini, de la subfamilia Lamiinae. Fue descrita por Jakovlev en 1895.
El período de actividad en los ejemplares adultos se presenta en los meses de julio y agosto.

## Descripción
Mide 13,5-20,7 mm de longitud.

## Distribución
Se distribuye por Asia: en Mongolia.